# Nordoff/Robbins Zentrum Witten für Musiktherapie
Das Nordoff/Robbins-Zentrum Witten für Musiktherapie wurde 2005 vom Musiktherapeuten Lutz Neugebauer und dem Forschungsmethodiker David Aldridge gegründet. Das Zentrum ist national als auch international, über die klinische Praxis für hunderte Patienten, die Ausbildung von Musiktherapeuten, und die Forschung hinaus, in vielen Bereichen tätig. Es wurde nach den Musiktherapie-Pionieren Paul Nordoff und Clive Robbins benannt und hat seinen Sitz in der Villa Albert Lohmann in Witten. Es wird von der Fördergesellschaft für Musiktherapie in Witten und Umgebung e. V. getragen und von vielen bekannten Musikern unterstützt.

## Geschichte
1959 begegneten sich der amerikanische Komponist Paul Nordoff und der englische Sonderpädagoge Clive Robbins. Gemeinsam entwickelten sie den Arbeitsansatz der Kunst der Musik als Therapie, mit dessen Hilfe sie Zugänge zu Kindern fanden, die mit erworbenen oder angeborenen Behinderungen lebten. Schon vor Beginn seiner musiktherapeutischen Tätigkeit begegnete Paul Nordoff dem deutschen Unternehmer Hanns Voith, der ihn zeitlebens unterstützte und förderte. Nordoff konzertierte als junger Pianist im Hause der Familie Voith in Heidenheim und die Familie blieb ihm während seiner gesamten Lebenszeit verbunden. Diese von Hanns Voith gestiftete Verbindung gab für die gesamten Entwicklung der Nordoff/Robbins Musiktherapie in Deutschland wichtige Impulse. Im Jahr 1978 wurde von Konrad Schily, der Paul Nordoff und Clive Robbins im Hause der Familie Voith begegnet war, ein Mentorenkurs für Musiktherapie am Gemeinschaftskrankenhaus Herdecke eingerichtet. Eine der Ideen war, durch ein internationales Team von Lehrenden unterschiedliche Strömungen der Musiktherapie zu vermitteln und umfassend ausgebildete Mentoren heranzubilden, die später selbst als Ausbilder tätig werden sollten. Der damalige Wissenschaftsminister und spätere Bundespräsident Johannes Rau begleitete die Entwicklung der Musiktherapie. Nach Abschluss des Mentorenkurses und eines Modellstudiengangs an der damaligen Musikhochschule Rheinland, Institut Aachen, wurde im Jahr 1983 der Studiengang Musiktherapie an der Universität Witten/Herdecke genehmigt. 1988 übernahm Lutz Neugebauer (zunächst gemeinsam mit Dagmar Gustorff) von seinen Vorgängerinnen Merete Birkebaek und Ulrike Winter die Institutsleitung. 1992 regte er die Gründung der deutschen Stiftung zur Förderung der Nordoff/Robbins Musiktherapie an, die das Institut kontinuierlich förderte. Durch diese Stiftung wurde nicht nur die Entwicklung der Musiktherapie in Deutschland, sondern auch die grenzüberschreitende Kooperation vor allem in der Ausbildung und Wissenschaft maßgeblich befördert. Bis zum Jahr 2006, in dem das Institut der Universität aus finanziell-strategischen Überlegungen geschlossen wurde, wurden annähernd 100 Musiker zu Musiktherapeuten ausgebildet. Sie entwickeln bis heute die Arbeit von Paul Nordoff und Clive Robbins weiter. 2005 gründeten David Aldridge und Lutz Neugebauer das Nordoff/Robbins-Zentrum Witten. Hier wurden  die Praxis und die wissenschaftliche Arbeit weiterführt. Das Zentrum wird  von der Fördergesellschaft für Musiktherapie in Witten und Umgebung e. V., die durch den Vorstand Andreas Bergmann, Michael Bleks und Günter Trampenau vertreten wird, getragen. Im März 2020 verstarb David Aldridge.

## Nordoff/Robbins Zentrum Witten
Das Nordoff/Robbins Zentrum Witten wurde gegründet, um die gemeinsame Arbeit von David Aldridge und Lutz Neugebauer fortzusetzen, die am Gemeinschaftskrankenhaus Herdecke/ und an der Universität Witten/Herdecke in Praxis, Ausbildung und Forschung begonnen wurde. Mehrfach engagierte sich die Aktion Mensch in Projektförderungen. Zusammen mit der Stiftung Wohlfahrtspflege des Landes Nordrhein-Westfalen verdeutlichten die Förderungen den Modellcharakter dieser Einrichtung. Finanziert durch Stiftungen, Therapiepatenschaften, Bußgelder und private Spender kann das Nordoff/Robbins Zentrum nicht nur ambulante Musiktherapie anbieten, die (Stand 2020) im ambulanten Sektor nicht von Krankenkassen erstattet werden darf, sondern auch daran mitwirken, die Musiktherapie im Gesundheitswesen und der Gesellschaft besser zu verankern. Im Rahmen der Kulturhauptstadt 2010 benannte die "Europäische Kooperation für anthroposophische Heilpädagogik und Sozialtherapie" (ECCE) das Nordoff/Robbins Zentrum als Referenzzentrum für die kulturelle Teilhabe von Menschen mit Behinderungen. 2017 wurde Lutz Neugebauer, stellvertretend für das Nordoff/Robbins Zentrum mit dem Musikpreis Echo für soziales Engagement ausgezeichnet. Im Kontext der Entwicklung des Musiktherapeutischen Berufsbildes wirkt das Nordoff/Robbins Zentrum maßgeblich gestaltend mit. So wurde die Gleichwertigkeit staatlicher Studiengänge und privatrechtlicher Postgraduiertenausbildungen im Rahmen des sogenannten „Wittener Prozesses“ im Nordoff/Robbins Zentrum verhandelt und vereinbart. Die Feststellung dieser Gleichwertigkeit wurde eine wesentliche Voraussetzung für die Umsetzung einer Zertifizierung von Musiktherapeuten durch die Deutsche Musiktherapeutische Gesellschaft.
Das Nordoff/Robbins Zentrum versteht sich als Schwestereinrichtung der gleichnamigen Institutionen z. B. in London, New York und andernorts. Es pflegt internationale Beziehungen z. B. über den International Trust of Nordoff/Robbins Music Therapy.
Um eine Überarbeitung des seit 1992 bestehenden Finanzierungsausschlusses für Musiktherapie in der Anlage zur Heilmittelrichtlinie bemüht es sich über seine wissenschaftliche Arbeit und die Verbindung zur Deutschen Musiktherapeutischen Gesellschaft – deren Vorsitzender seit 2013 Lutz Neugebauer ist – maßgeblich. Schirmherrin ist die ehemalige Präsidentin des Landtags Nordrhein-Westfalen und Präsidentin des Chorverbands Nordrhein-Westfalen Regina van Dinther.